# زلزال زغرب 2020
في حوالي الساعة 6:24 صباحًا بتوقيت وسط أوروبا صباح يوم 22 مارس 2020، ضرب زلزال بقوة 5.4 درجة العاصمة الكرواتية زغرب، وكان مركزه 3 كم (1.9 ميل) جنوب غرب مدينة كاشينا، و7 كم (4.3 ميل) شمال زغرب. يعتبر أقوى زلزال وقع في زغرب بعد زلزال 1880. تبع ذلك هزة ارتدادية بقوة 5.0 درجة حوالي الساعة 7:01 صباحًا بتوقيت وسط أوروبا، وأخرى بقوة 3.7 الساعة 7:42 صباحًا.
وقع الزلزال خلال جائحة فيروس كورونا 2019–20، مما تسبب في بقاء العديد من السكان في منازلهم لتجنب العدوى.

## الأحداث
يعتبر الزلزال الأقوى في زغرب منذ عام 1880. تم الإبلاغ عن أضرار جسيمة، لا سيما على المباني القديمة في المركز التاريخي للمدينة. انكسر أحد أبراج كاتدرائية زغرب وسقط في قصر المطران. تعرضت كنيسة قلب يسوع لأضرار جسيمة، كما انهار جزء من سطح مبنى البرلمان الكرواتي. خسر مبنى كولمار في ميدان بان يلاتشيتش أحد القباب خلال الزلزال، بينما أزال رجال الإطفاء الآخر في وقت لاحق حيث لحقت به أضرار بالغة.
بعض الأحياء تُركت بدون كهرباء. أدلى كل من الرئيس زوران ميلانوفيتش، ورئيس الوزراء أندريه بلينكوفيتش، والعمدة ميلان بانديتش ببيانات، وحثوا المواطنين الذين غادروا منازلهم على البقاء على مسافة بسبب فيروس كورونا المستمر. قامت وزارة الدفاع بتعبئة الجيش للمساعدة في إزالة الأنقاض من الشوارع.
ولم تتضرر محطة كرشكو للطاقة النووية في سلوفينيا، من أي أضرار واستمرت في العمل بشكل طبيعي.
تم الإبلاغ عن إصابة 17 شخصًا، مع فتاة عمرها 15 عامًا في حالة حرجة.
المباني التي تضررت أثناء الزلزال، مثل مبنى البرلمان الكرواتي، الذي بني في أواخر القرن الثامن عشر، تم بناؤها في الغالب قبل عام 1963 عندما تم تطبيق قانون جديد (بعد زلزال إسكوبية 1963الكارثي)، والذي نص على أن الزلازل يجب أن تؤخذ في الاعتبار أثناء تصميم وبناء المباني.